# 布塞 (科多尔省)
布塞（法語：Boussey，法語發音：[busɛ]）是法国科多尔省的一个市镇，属于蒙巴尔区。

## 地理
布塞（47°22'21"N, 4°33'13"E）面积5.57 平方千米，位于法国勃艮第-弗朗什-孔泰大區科多尔省，该省份为法国中东部省份，北起奥布省，西接涅夫勒省和约讷省，南至索恩-卢瓦尔省，东南接汝拉省，东临上索恩省，东北部与上马恩省接壤。
与布塞接壤的市镇（或旧市镇、城区）包括：维托、萨夫尔、布里奥讷河畔苏塞、安塞勒弗朗、韦夫尔、伯里佐。

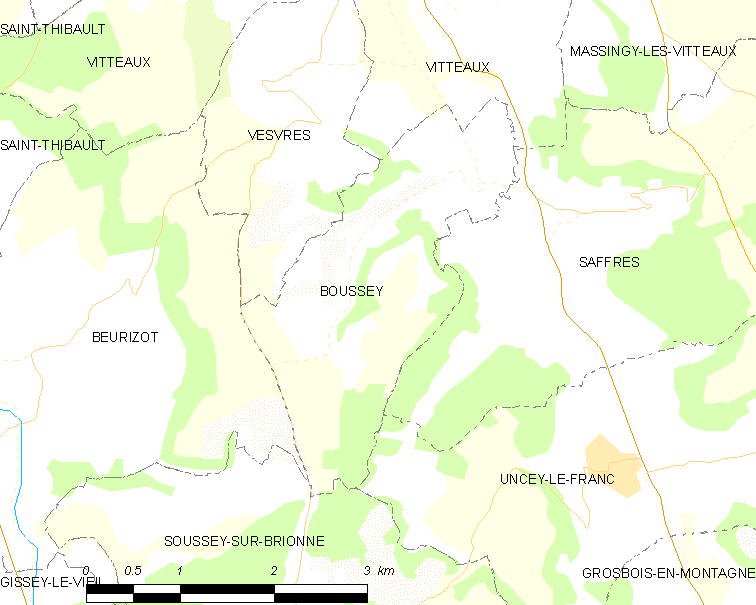
的OSM定位图

布塞的时区为UTC+01:00、UTC+02:00（夏令时）。

## 行政
布塞的邮政编码为21350，INSEE市镇编码为21097。

## 政治
布塞所属的省级选区为欧苏瓦地区瑟米尔县。

## 人口

1962-2008年间人口变化图示

布塞于2022年1月1日时的人口数量为34人。